# فالدير إسبينوزا
فالدير إسبينوزا (Valdir Ataualpa Ramirez Espinosa) (مواليد 7 أكتوبر 1947) هو مدرب كرة قدم.

## وصلات خارجية
- فالدير إسبينوزا على موقع قاعدة بيانات كرة القدم.إي يو (الإنجليزية)
- فالدير إسبينوزا على موقع قاعدة بيانات كرة القدم.إي يو (الإنجليزية)
- فالدير إسبينوزا على موقع Soccerway.com (الإنجليزية)
- فالدير إسبينوزا على موقع عالم كرة القدم.نت (الإنجليزية)
- transfermarkt.com
- J.League Data Site (باليابانية)